# Diamantino dos Santos
Diamantino dos Santos (Carazinho, 3 de fevereiro de 1961) é um ex-atleta de corridas de longa distância. Disputou os Jogos Olímpicos de 1988, 1992 e 1996.

## Carreira
Seu começo no esporte foi ainda na escola, ao tentar ser jogador de futebol. Por causa da baixa estatura, preferiu se dedicar às corridas. Antes de se ingressar integralmente ao atletismo, foi sargento do Exército.
Foi atleta do São Paulo Futebol Clube.  Pelo clube tricolor, foi vencedor da Meia Maratona de Stramilano, na Itália, e disputou a maratona nos Jogos Olímpicos de Seul, em 1988. Também foi terceiro lugar na Corrida de São Silvestre de 1989. Seguiu com a carreira após o encerramento do atletismo no clube.
Outro feito importante foi o 12º lugar na Maratona de Nova York de 1987. No mesmo ano, foi vice-campeão da Maratona de Roma. Em 1988, foi vice-campeão da Maratona de Munique, na Alemanha.
Seu recorde pessoal foi conquistado em 1991. Fez  tempo de 2h11min18s em Carpi, na Itália.
Na maratona olímpica, foi 48º lugar nos Jogos de 1988, em Seul, na Coreia do Sul. Nos Jogos Olímpicos de 1992, em Barcelona, não completou a prova por causa de um problema médico. Disputou ainda a prova de 1996, em Atlanta, terminando em 73º lugar.
Em 1996, foi segundo colocado na Maratona do Rio de Janeiro. Em 1998, venceu a Maratona de São Paulo, no Brasil.

## Vida pessoal
Casou-se com a também atleta Marizete Rezende. Os dois se conheceram em 1998, na Maratona de Nova York.

## Ligações Externas
- Perfil na World Athletics